# Grecia la Concursul Muzical Eurovision
Grecia a participat la Concursul Muzical Eurovision de 45 de ori, de la debutul acesteia din 1974. Grecia nu a participat la 7 concursuri de la debutul acesteia si anume în 1975, 1982, 1984, 1986, 1999 și 2000. Grecia a câștigat pentru prima și singura oară în anul 2005, prin Helena Paparizou cu piesa "My Number One". De la introducerea semifinalelor, Grecia s-a calificat mereu în finală, până în anul 2016, când trupa Argo a ratat calificarea din prima semifinală. În mod tradițional, Grecia acordă maximum de puncte Ciprului, urmând ca acesta să-i întoarcă favoarea.

## Participări

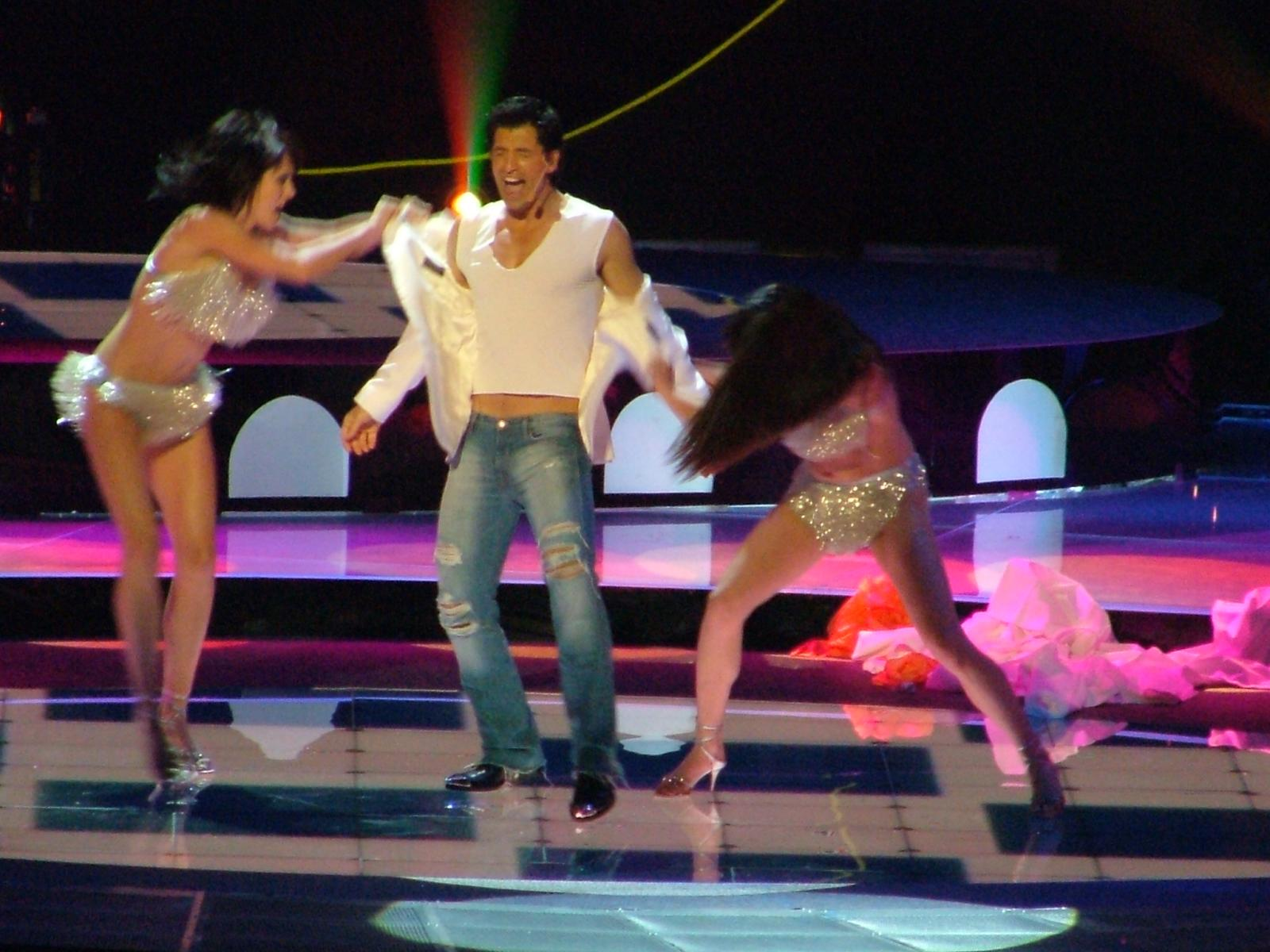
Sakis Rouvas la Istanbul (2004)

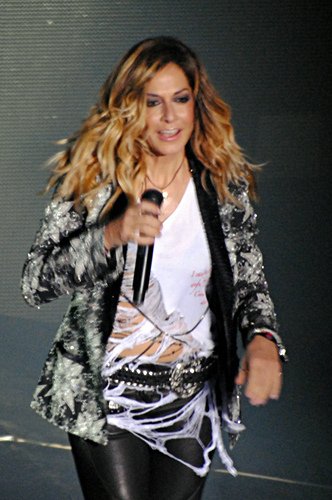
Anna Vissi, reprezentanta la Atena(2006)

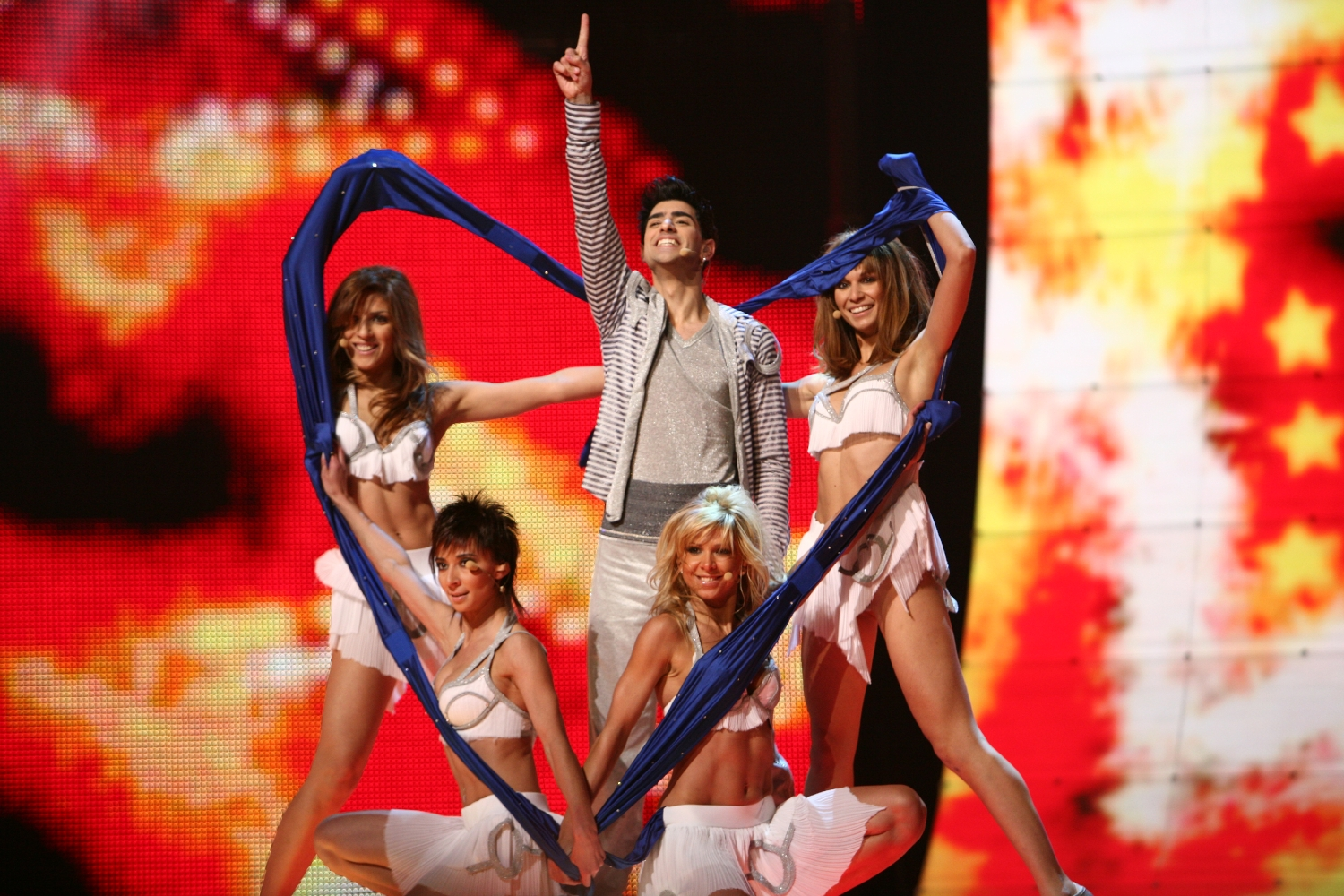
Sarbel la Helsinki (2007)

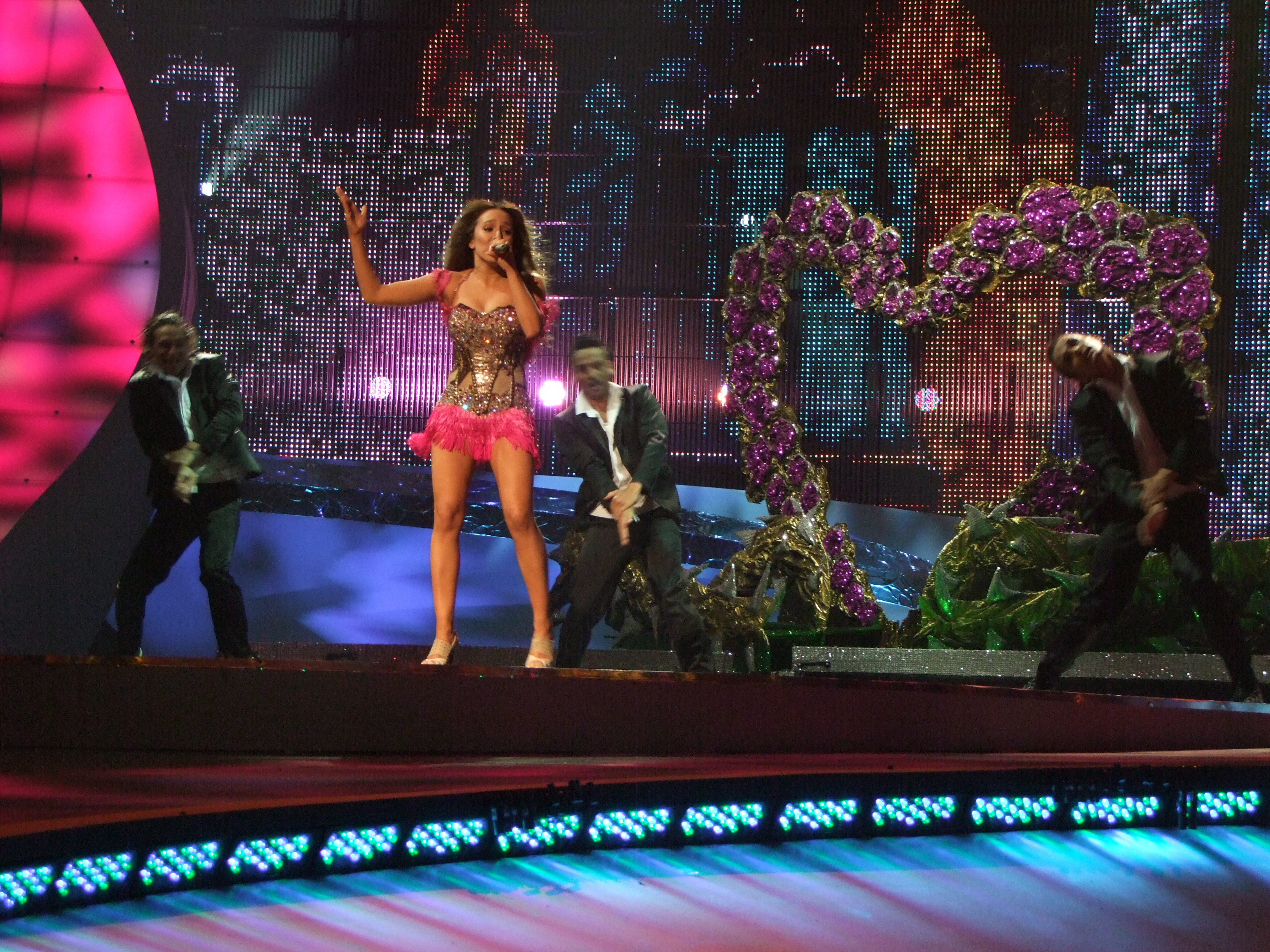
Kalomira la Belgrad (2008)

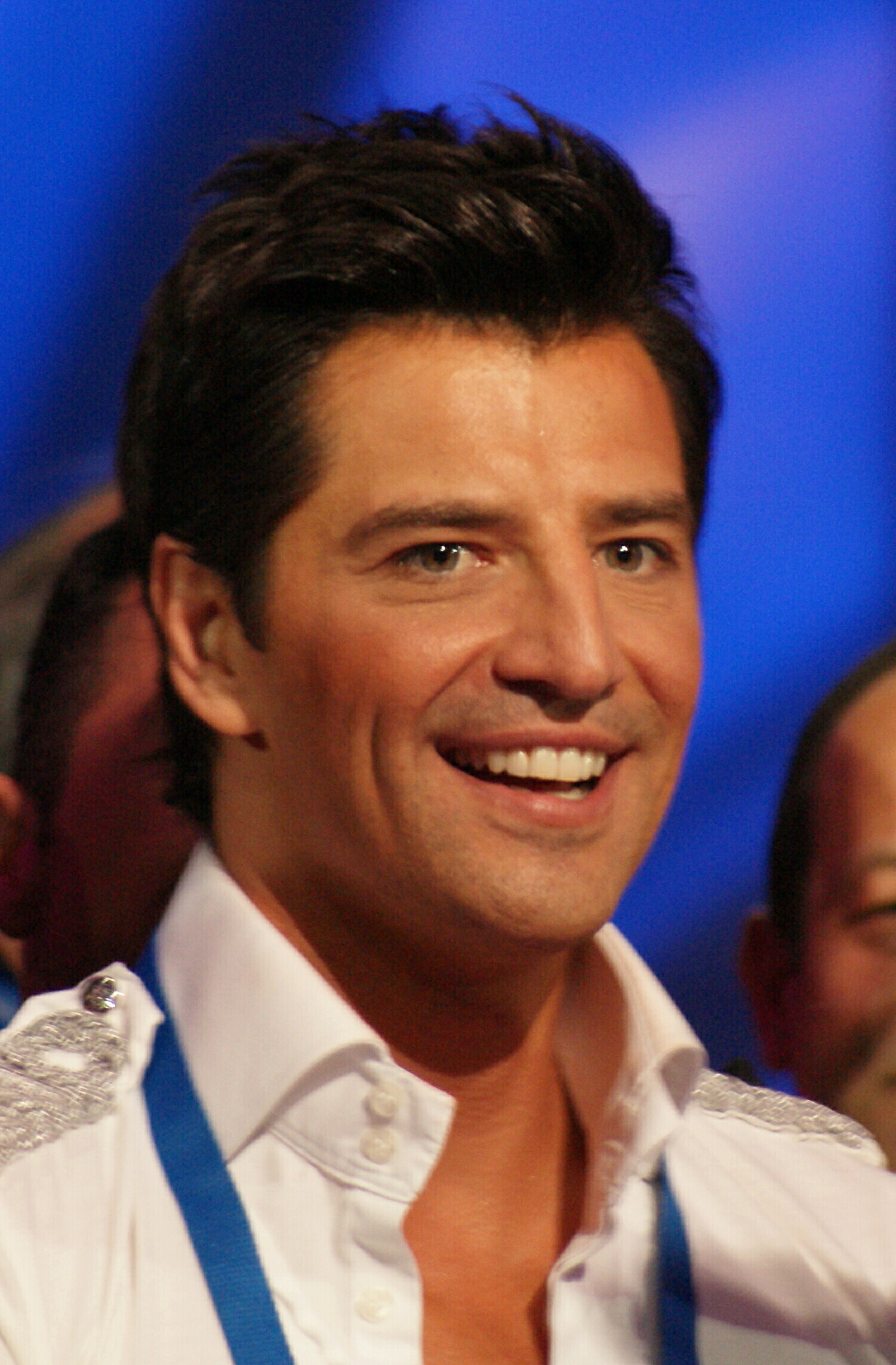
Sakis la Moscova(2009)

| An   | Gazda      | Artist                                | Cântec                                                                      | Finală | Puncte | Semi   | Puncte |
| ---- | ---------- | ------------------------------------- | --------------------------------------------------------------------------- | ------ | ------ | ------ | ------ |
| 1974 | Brighton   | Marinella                             | "Krasi, Thalassa Kai T' Agori Mou" ("Κρασί, θάλασσα και τ' αγόρι μου")      | 11     | 7      |        |        |
| 1976 | Haga       | Mariza Koch                           | "Panayia Mou, Panayia Mou" ("Παναγιά μου, Παναγιά μου")                     | 13     | 20     |        |        |
| 1977 | Londra     | Paschalis, Marianna, Robert and Bessy | "Mathima Solfege" ("Μάθημα σολφέζ")                                         | 5      | 92     |        |        |
| 1978 | Paris      | Tania Tsanaklidou                     | "Charlie Chaplin" ("Τσάρλυ Τσάπλιν")                                        | 8      | 66     |        |        |
| 1979 | Ierusalim  | Elpida                                | "Sokrati" ("Σωκράτη")                                                       | 8      | 69     |        |        |
| 1980 | Haga       | Anna Vissi                            | "Autostop" ("Ωτοστόπ")                                                      | 13     | 30     |        |        |
| 1981 | Dublin     | Yiannis Dimitras                      | "Feggari Kalokerino" ("Φεγγάρι καλοκαιρινό")                                | 8      | 55     |        |        |
| 1983 | München    | Kristi Stassinopoulou                 | "Mou Les" ("Μου λες")                                                       | 14     | 32     |        |        |
| 1985 | Göteborg   | Takis Biniaris                        | "Miazoume" ("Μοιάζουμε")                                                    | 16     | 15     |        |        |
| 1987 | Bruxelles  | Bang                                  | "Stop" ("Στοπ")                                                             | 10     | 64     |        |        |
| 1988 | Dublin     | Afroditi Frida                        | "Clown" ("Κλόουν")                                                          | 17     | 10     |        |        |
| 1989 | Lausanne   | Mariana Efstratiou                    | "To Diko Sou Asteri" ("Το δικό σου αστέρι")                                 | 9      | 56     |        |        |
| 1990 | Zagreb     | Christos Callow & Wave                | "Horis Skopo" ("Χωρίς σκοπό")                                               | 19     | 11     |        |        |
| 1991 | Roma       | Sophia Vossou                         | "I Anixi" ("Η άνοιξη")                                                      | 13     | 36     |        |        |
| 1992 | Malmö      | Kleopatra                             | "Olou Tou Kosmou I Elpida" ("Όλου του κόσμου η Ελπίδα")                     | 5      | 94     |        |        |
| 1993 | Millstreet | Katerina Garbi                        | "Ellada, Chora Tou Fotos" ("Ελλάδα, χώρα του φωτός")                        | 9      | 64     |        |        |
| 1994 | Dublin     | Kostas Bigalis                        | "To Trehandiri" ("Το τρεχαντήρι")                                           | 14     | 44     |        |        |
| 1995 | Dublin     | Elina Konstantopoulou                 | "Pia Prosefhi" ("Ποια προσευχή")                                            | 12     | 68     |        |        |
| 1996 | Oslo       | Mariana Efstratiou                    | "Emeis Forame to Himona Anixiatika" ("Εμείς φοράμε το χειμώνα ανοιξιάτικα") | 14     | 36     |        |        |
| 1997 | Dublin     | Marianna Zorba                        | "Horepse" ("Χόρεψε")                                                        | 12     | 39     |        |        |
| 1998 | Birmingham | Thalassa                              | "Mia Krifi Evesthisia" ("Μια κρυφή ευαισθησία")                             | 20     | 12     |        |        |
| 2001 | Copenhaga  | Antique                               | "(I Would) Die for You"                                                     | 3      | 147    |        |        |
| 2002 | Tallinn    | Michalis Rakintzis                    | "S.A.G.A.P.O."                                                              | 17     | 27     |        |        |
| 2003 | Riga       | Mando                                 | "Never Let You Go"                                                          | 17     | 25     |        |        |
| 2004 | Istanbul   | Sakis Rouvas                          | "Shake It"                                                                  | 3      | 252    | 3      | 238    |
| 2005 | Kiev       | Helena Paparizou                      | "My Number One"                                                             | 1      | 230    | X      | X      |
| 2006 | Atena      | Anna Vissi                            | "Everything"                                                                | 9      | 128    | X      | X      |
| 2007 | Helsinki   | Sarbel                                | "Yassou Maria"                                                              | 7      | 139    | X      | X      |
| 2008 | Belgrad    | Kalomira                              | "Secret Combination"                                                        | 3      | 218    | 1      | 156    |
| 2009 | Moscova    | Sakis Rouvas                          | "This Is Our Night"                                                         | 7      | 120    | 4      | 110    |
| 2010 | Oslo       | Giorgos Alkaios & Friends             | "OPA" (ΩΠΑ)                                                                 | 8      | 140    | 2      | 133    |
| 2011 | Düsseldorf | Loukas Giorkas feat. Stereo Mike      | "Watch My Dance"                                                            | 7      | 120    | 1      | 133    |
| 2012 | Baku       | Eleftheria Eleftheriou                | „Aphrodisiac”                                                               | 17     | 64     | 4      | 116    |
| 2013 | Malmö      | Koza Mostra                           | "Alcohol is free"                                                           | 6      | 152    | 2      | 121    |
| 2014 | Copenhaga  | Freaky Fortune feat. Risky Kidd       | Rise Up                                                                     | 20     | 35     | 7      | 74     |
| 2015 | Viena      | Maria Elena Kyriakou                  | One Last Breath                                                             | 19     | 23     | 6      | 81     |
| 2016 | Stockholm  | Argo                                  | Utopian land                                                                | X      | X      | 16     | 44     |
| 2017 | Kiev       | Demy                                  | This Is Love                                                                | 19     | 77     | 10     | 115    |
| 2018 | Lisabona   | Gianna Terzi                          | Oniro Mou                                                                   | X      | X      | 14     | 81     |
| 2019 | Tel Aviv   | Katerine Duska                        | Better Love                                                                 | 21     | 74     | 5      | 185    |
| 2020 | Rotterdam  | Stefania                              | Supergirl                                                                   | Anulat | Anulat | Anulat | Anulat |
| 2021 | Rotterdam  | Stefania                              | Last Dance                                                                  | 10     | 170    | 6      | 184    |
| 2022 | Torino     | Amanda Tenfjord                       | Die Together                                                                | 8      | 215    | 3      | 211    |
| 2023 | Liverpool  | Victor Vernicos                       | What They Say                                                               | X      | X      | 13     | 14     |
| 2024 | Malmö      | Marina Satti                          | Zari (Ζάρι)                                                                 | 11     | 126    | 5      | 86     |
| 2025 | Basel      | Klavdia                               | Asteromáta (Αστερομάτα)                                                     | 6      | 231    | 4      | 112    |

## Gazdă
| An   | Oras  | Locatie             | Prezentatori                   |
| ---- | ----- | ------------------- | ------------------------------ |
| 2006 | Atena | Olympic Indoor Hall | Maria Menounos si Sakis Rouvas |